# Picadou
Als Picadou wird eine französische Käsesorte bezeichnet, die durch Weiterverarbeitung aus kleinen Ziegenmilch-Käsen (Rocamadour) hergestellt wird.
Der reife Rocamadour wird dabei in ein Walnuss- oder Platanenblatt eingewickelt, mit Pflaumenbranntwein besprüht und in einem luftdicht verschlossenen Behälter gereift. Während dieser Zeit durchdringt der Branntwein den Käse.
Picadou werden normalerweise vom Frühjahr bis Herbst angeboten.